# كلية فيلادلفيا للطب التقويمي
فيلادلفيا كلية الطب التقويمي (بالإنجليزية: Philadelphia College of Osteopathic Medicine)‏ هي إحدى الكليات لتدريس الطب في الولايات المتحدة الأمريكية. تقع في مدينة فيلادلفيا في ولاية بنسيلفانيا الأمريكية. نوع الشهادة الطبية التي يتم تحصيلها هناك هي دو.